# Henri Révoil
Pour les articles homonymes, voir Révoil.
Henri Antoine Révoil est un architecte français, né le 19 juin 1822 à Aix-en-Provence                      (Bouches-du-Rhône) et mort à Mouriès (Bouches-du-Rhône) le 13 décembre 1900.

## Biographie
Henri Antoine Révoil naît le 19 juin 1822 à Aix-en-Provence. Il est le fils du peintre Pierre Révoil et de son épouse, Joséphine Henriette Révoil. 
Henri Antoine Révoil fait ses études aux Beaux-Arts de Paris jusqu'en 1842. En 1849, il revient dans le Sud de la France et devient architecte en chef des monuments historiques et, en 1852, est nommé architecte diocésain. À ce titre, il est l'auteur de nombreux édifices de style néo-médiéval tout en procédant à la restauration de monuments antiques.
En 1874, il prend la direction de la cathédrale de la Major, à Marseille. C'est aussi lui qui achèvera les décors de la basilique Notre-Dame-de-la-Garde.
Il a travaillé sur de nombreux édifices dans le midi méditerranéen de la France comme la façade de l'église de la Madeleine, à Aix-en-Provence, où il a également dessiné le Collège Catholique et le Petit Séminaire ainsi que le Couvent des Dames Carmélites et sa chapelle (ensemble constituant les actuels lycées Vauvenargues), restauré l'église Saint-Trophime d'Arles, l'abbaye de Silvacane, l'abbaye du Thoronet, la cathédrale Notre-Dame-et-Saint-Castor de Nîmes, la cathédrale Saint-Pierre de Montpellier, la cathédrale Notre-Dame-de-Nazareth et son cloître à Vaison-la-Romaine, et en partie le Palais des Papes en Avignon et l'abbaye de Montmajour près d'Arles. Avec Charles Questel, il dirige des fouilles, consolide et restaure les monuments gallo-romains notamment à Orange, Arles et Nîmes. 
Il réalise également des temples comme celui d'Alès, l'église de Rochebelle et celle de Tamaris dans la même ville, de nombreuses églises telles que celles, entre autres, de Bessèges, Saint-Ambroix, Ganges, Manduel, Marguerittes, Aimargues (1864) et l'église Saint-Flavien de Toulon.
Il participe à la construction de groupes scolaires et de mairies telle la mairie-école de Poulx en 1854, ainsi que celle du village de Congénies dans le Gard en 1866-1867 de style "néo Louis XIII" alternant la pierre et la brique. Ce type de bâtiment est d'ailleurs précurseur de ce qui se fera sous la IIIe République.
En 1867, il réalise un de ses plus beaux projets : le château Berard, à Uzès, propriété de l'industriel Jules Auguste Berard. 
Il meurt le 13 décembre 1900 à Mouriès, au château de Servanes.

### Vie privée
Henri Antoine Révoil épouse à Mouriès, le 20 mai 1849, Louise Henriette Anaïs Baragnon. Il est le père de Paul Révoil, diplomate et gouverneur en Algérie (1901-1903), et de Georges Révoil, explorateur, photographe et diplomate qui connut Arthur Rimbaud à Aden.

## Distinctions
- Officier de la Légion d'honneur (20 octobre 1878)[12]
  -  Chevalier de la Légion d'honneur (8 août 1885)
- Officier de l'ordre des Palmes académiques[12]

## Sources
- Claire-Lise Creissen, « Henry Révoil (1822-1900), architecte du gouvernement à Nîmes. Questionner les archives pour renouveler le regard sur l’homme et son œuvre », Patrimoines du Sud, 15, 2022 (lire en ligne)